# 魯馬國家公園
魯馬國家公園（英語：Ruma National Park）是東非國家肯雅的國家公園，位於維多利亞湖以東約10公里，佔地120平方公里，成立於1983年，每年平均降雨量1,200至1,600毫米，野生生動有長頸鹿、狷羚、葦羚、鴕鳥、黑猩猩、狒狒、高角羚等。

## 外部連結
- Kenya Wildlife Service – Ruma National Park (englisch)